# Schizopetalon walkeri
Schizopetalon walkeri là một loài thực vật có hoa trong họ Cải. Loài này được Sims miêu tả khoa học đầu tiên năm 1823.